# Sun City (Kansas)
Pour les articles homonymes, voir Sun City.
Sun City est une ville américaine située dans le comté de Barber, au Kansas. Selon le recensement de 2020, sa population est de 37 habitants.